# Policía de Investigaciones de Chile
La Policía de Investigaciones de Chile (PDI) es la policía civil investigativa de Chile, creada oficialmente el 19 de junio de 1933. Compone las Fuerzas de Orden y Seguridad de Chile dependiente del Ministerio del Interior y Seguridad Pública, cuyo personal está sometido a un régimen jerárquico y disciplinario estricto. La PDI es la principal institución policial del país que desarrolla labores en materia de investigación criminalística.
Su misión fundamental es realizar las investigaciones y aclaraciones policiales de los delitos, ser coadyuvante del Ministerio Público en la investigación de delitos. Además tienen otras funciones, entre las cuales se encuentran controlar el movimiento migratorio de personas del país, en los diferentes pasos fronterizos internacionales, aeropuertos y puertos; fiscalizar la permanencia de extranjeros en Chile, y representar a esta nación en Interpol.
Sus funcionarios son llamados genéricamente Detectives, los cuales se caracterizan por no usar uniforme, contando con una placa de servicio para su identificación, además de una casaquilla, que se utiliza en los momentos en que este debe ser reconocido desarrollando su labor. La labor operativa es realizada por los oficiales y agentes policiales que, haciendo una comparación con las Fuerzas Armadas, se asimilan a suboficial.
Los detectives desarrollan su trabajo con métodos científicos, principalmente mediante la criminalística, criminología e inteligencia policial, junto a las demás que van de la mano con la primera como balística, dactiloscopía, medicina forense, psicología y otras. La máxima de la PDI es Investigar para detener.

## Historia

### SigloXIX
La primera referencia a la labor policial figura el año 1803 en el Reglamento de Policía, donde se usan los términos "alta policía" y "seguridad pública" y y en 1830 se crea el Cuerpo de Vigilantes y Serenos de Santiago, cuya labor fue extendida a lo largo del país. Con el revuelo vivido a mitad de siglo, en 1852 nace en la capital la Brigada de Policía, en la que se unifican los vigilantes y serenos.
Pero la génesis de la PDI está en la creación en 1864, por orden del comandante Manuel Chacón, de los guardias comisionados que, originarios de la Sección de Pesquisas, no utilizaban uniforme, pasando desapercibidos, lo que todavía caracteriza a los actuales detectives. En ese mismo año, la Municipalidad de Valparaíso creó la Policía Secreta con el objetivo de "descubrir y atrapar a los ladrones y malhechores."
En la década de 1870, el intendente de Santiago, Benjamín Vicuña Mackenna, propuso adoptar como modelo a seguir el del agent de la sûrete de París. De ellos se tomó como su estructura administrativa con los grados de inspector, comisario y prefecto,  denominaciones que se mantienen en la actualidad. La influencia francesa era tal que el Cuartel General de Investigaciones, ubicado en avenida General Mackenna 1314, es una réplica exacta del edificio parisino de la Sûrete Nationale, aunque está un poco cambiado por las remodelaciones efectuadas.
En 1874, Jacinto Pino, comandante de la policía de Valparaíso, incorporó el uso de fotografías para la identificación de delincuentes, posicionando a Chile como uno de los países pioneros del continente en usar esta técnica, incluyendo además la confección de una galería de malhechores. En 1887 se dio comienzo a la fotografía forense al retratar en la morgue de Santiago a más de 500 cadáveres; Pino introdujo un distintivo para los policías con el fin de "guardar la incógnita y ser reconocida", primer antecedente de la actual placa de servicio.
La Sección Pesquisas nació en 1889 y la de Seguridad en 1896; tenía carácter investigativo, de civil (con 75 agentes, un fotógrafo y dos telefonistas) y estaba encargada de atrapar a los delincuentes y de proceder al esclarecimiento de los juicios e investigaciones en materia criminal. Esta última tuvo una identidad administrativa y operativa que su antecesora no poseía. El mismo año se estableció la Sección de Seguridad de Valparaíso con 45 integrantes. Cabe destacar que ingresan a la Sección las tres primeras agentes mujeres.

### SigloXX

#### 1900 - 1970
A principios de siglo se hicieron evidentes los progresos obtenidos por la policía gracias al avance de la ciencia, que permitió mejorarla identificación criminal con la fotografía primero y luego con la antropometría del francés Alphonse Bertillon y la dactiloscopia del argentino Juan Vucetich; también se avanzó en temas como el Derecho Penal y la Criminología. Pero aun faltaba hacer mejoras en temas de administración, como el aumento de recursos para el pago de sueldo, la creación de una escuela policial y una mejor organización.
La idea de una Escuela Policial fue concebida en 1905, que tres años más tarde se concretaría para abrir en 1909 el primer curso de aspirantes en los salones de la Prefectura de Santiago.
La Brigada Central —destinada a disolver disturbios, actuar en emergencias y cubrir servicios especiales—, fue creada en 1905. Diez años más tarde se utiliza el primer perro policía chileno, Fritz, en la sureña ciudad de Valdivia y en 1917 abre sus puertas la Escuela Provisional de Detectives que cerraría al año siguiente por falta de recursos. 
El manual de criminalística Las investigaciones del delito comenzó a ser usado en 1924 —hecho inédito en América Latina en esa época—, texto escrito por el detective y abogado Ventura Maturana. Ese mismo año la Ley N.º 4.052 del 8 de septiembre unifica los servicios de policía, con las secciones de orden y seguridad, bajo un solo cuerpo que estaría dirigido por la Dirección General de Policías, de la cual dependería el Servicio de Identificación.
En 1925 se crea la Escuela de Agentes, asegurando el perfeccionamiento de los detectives. Dos años más tarde, en 1927, y siguiendo los pasos de la unificación ocurrida años atrás, por el Decreto N.º 4.113 del 27 de abril se fusionan las policías con el nombre del Carabineros de Chile, estableciéndose un monopolio policial con el ánimo de perfeccionar el servicio.
La Dirección de Investigaciones fue creada en 1929 —en el mismo periodo nace la Oficina de Tuición, destinada a la regeneración de delincuentes— que se separa de Carabineros de Chile el 26 de septiembre de 1932 (Decreto N.º 5.115) Finalmente, en 1933, durante el gobierno de Arturo Alessandri se dicta la Ley Orgánica (Ley n.º 5.180 del 19 de junio) estableciendo que los Servicios de Investigaciones, Identificación y Pasaportes serán una sola repartición. Esta es la fecha de la creación formal de este servicio policial dependiente del Ministerio del Interior.
Se comienza así a dictar las bases de su estructura administrativa y marco legal, ya que entre otras acciones, se promulga su primer Reglamento Orgánico, comienza a funcionar la Escuela Técnica, y se establece la primera placa de servicio. El 28 de agosto de 1935 se crea el Departamento Criminológico (hoy Laboratorio de Criminalística (LACRIM).
La Ley N.º 6.180 de febrero de 1938 da vida legal a la Escuela y al Laboratorio de Policía Técnica. En noviembre de 1940, se establece el Departamento de Asesoría Técnica (ASETEC). El Decreto Supremo Nº51/7102 del 30 de diciembre de 1942 determina la separación definitiva del Servicio de Investigaciones del de Identificación y Pasaportes; el mismo documento establece que el cargo máximo se denominará director general de Investigaciones.
En 1946, Chile es invitado a participar en la Organización Internacional de Policía Criminal (Interpol); dos años más tarde fue ratificado y se convirtió en miembro activo a partir de 1950 con la Policía de Investigaciones como el único representante del país. Algunos de los directores generales han tenido puestos internacionales importantes, como Emilio Oelckers Hollstein, quien en 1968 fue designado en Teherán delegado del Continente Americano para el Comité Ejecutivo de Interpol por tres años; el mismo cargo Nelson Mery lo obtuvo en 1993 en Aruba y al año siguiente fue elegido en Roma vicepresidente para América por 3 años.
La Brigada Preventiva Móvil fue creada en 1947 se crea y dos años más tarde se fundó la primera unidad especializada, la Brigada de Homicidios.
El 1 de marzo de 1958, el Prefecto Roberto Schmied Marambio se convirtió en el primer detective de carrera que asume como director general; anteriormente habían sido nombrados funcionarios civiles, de Carabineros o del Ejército.
La Ley n.º 15.143 estableció en 1963 que la denominación detective es de uso exclusivo para los funcionarios que hayan recibido tal nombramiento y el mismo año entra en uso la segunda placa de servicio. El Departamento de Investigaciones Criminológicas nació en 1967.
El 9 de noviembre de 1964 se dio origen a la primera unidad antinarcóticos, llamada entonces Brigada de Represión del Tráfico de Estupefacientes y Juegos de Azar (BEJA), este significativo hecho hizo de esta unidad especializada la más antigua a nivel sudamericano en combatir esta problemática.

#### 1970 - 1999
Se han realizado acusaciones sobre una supuesta utilización política de la PDI durante el periodo comprendido entre fines del año 1970 y el golpe de Estado de 1973, lo que se demostraría por el hecho de que en los cargos de director y subdirector se nombró a funcionarios sin preparación policial alguna, lo que le habría derivado en diversos problemas de carácter judicial.
El 18 de julio de 1970, en un céntrico departamento de Santiago, fue asesinado el detective Emilio Colombo Morales, quien había pertenecido a la Brigada Móvil (Asuntos Especiales). El suceso fue calificado por la institución como suicidio, pero la familia del policía, basándose las investigaciones que realizó, denunció una conspiración para ocultar el homicidio del detective, situación que fue llevada ante la Comisión Interamericana de Derechos Humanos (CIDH) de la OEA en un proceso contra el Estado de Chile por denegación de justicia. Milton Colombo Astroza, hijo de la víctima, aseguró que en el sumario administrativo realizado por la PDI, al que habría tenido acceso, hay pruebas y pericias que nunca se entregaron al tribunal sustanciador de la causa (5° Juzgado del Crimen de Santiago); además, habrían desaparecido 6 fotografías del sitio de suceso, que se encontraban adosadas al expediente y que corroborrarían la confesión de Nelson Lillo Merodio (30 años después). En sus declaraciones, este último entregó asimismo información relevante del sitio de suceso, describiendo detalladamente lo observado por él. La nueva investigación la llevó a cabo el Departamento Quinto de la PDI, cumpliendo la orden del director Nelson Mery.
En ese mismo periodo, el 16 de junio de 1971, ocurrió un trágico atentado en el Cuartel Central de Investigaciones, donde fallecieron el subinspector Mario Marín Silva y los detectives Carlos Pérez Bretti y Gerardo Romero Infante; a partir de entonces ese día ha sido instaurado como el Día del Mártir, en memoria de cada uno de que han perdido la vida en el cumplimiento del deber.
La Sección de Investigaciones de Delitos Económicos (SIDE) fue creada en febrero de 1972 y dos años más tarde, el 9 de septiembre de 1974, la PDI pasa a depender del Ministerio de Defensa (Decreto Ley N.º 646, que crea la Subsecretaría de Investigaciones), situación que se prolongaría hasta 2011. El 24 de enero de 1979, el Decreto Ley 2.460 establece la Ley Orgánica de la Policía de Investigaciones.
La Constitución Política de la República de Chile, de 1980, en su artículo n.° 20 establece a las Fuerzas de Orden y Seguridad Pública integradas solo, por Carabineros e Investigaciones.
En 1982, la Escuela empieza a llamarse Escuela de Investigaciones Policiales Presidente Arturo Alessandri Palma y dos años después en la Ley N.º 18.322 cambia la denominación de “Investigaciones de Chile”, por “Policía de Investigaciones de Chile”.
En 1986, comienza el uso de la tercera placa de servicio.
El 20 de marzo de 1992 el presidente Patricio Aylwin, designó director general a Nelson Mery Figueroa, que se convirtió en el segundo detective de carrera que asumió ese cargo; Mery fue confirmado en su cargo en los mandatos siguientes por Eduardo Frei Ruiz-Tagle y Ricardo Lagos Escobar.
En 1993, se creó la cuarta placa de servicio, por la Casa de Moneda. El director Mery establece la máxima institucional: Investigar para detener y no detener para investigar.
En 1998, se comenzó a construir el nuevo edificio para la Escuela de Investigaciones Policiales, en la comuna de Estación Central (33°27′32.52″S 70°42′54.63″O / -33.4590333, -70.7151750), que fue inaugurado 1 de diciembre del año siguiente.

### SigloXXI

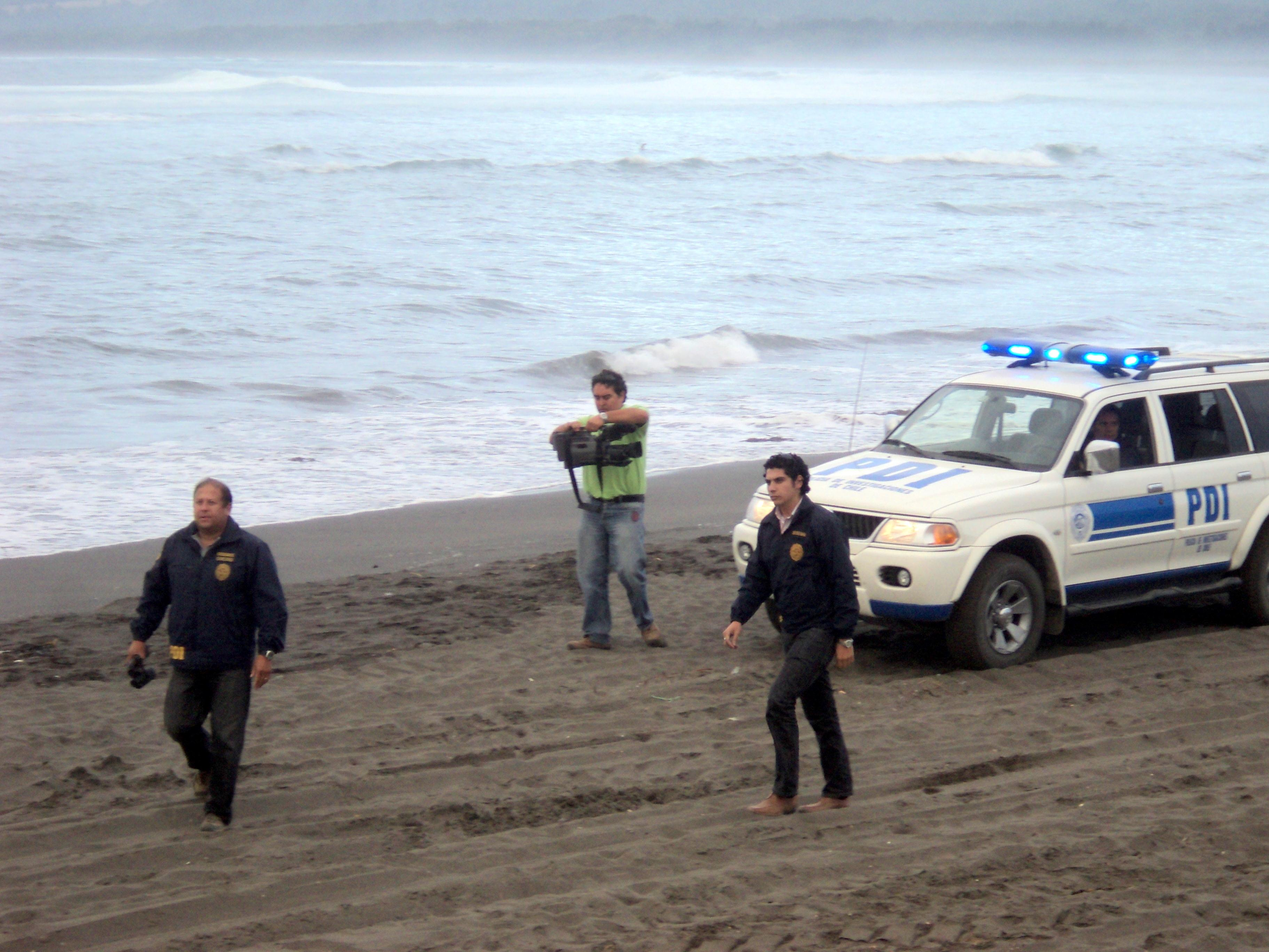
Detectives evacúan la costa de Pichilemu tras el terremoto de Japón de 2011.

El 2 de octubre de 2003 asumió como director general Arturo Herrera Verdugo, tercer detective de carrera en ocupar el cargo. El 30 de diciembre del año siguiente se promulgó la Ley N.º 19.987 que modificó el Decreto Ley 2.460 (que establece la Ley Orgánica de la Policía de Investigaciones) estableciendo que el director general deberá ser un detective de carrera con el grado de prefecto general o prefecto inspector, elegido entre las ocho primeras antigüedades.
El 13 de enero de 2005 se promulgó la Orden General 2.040 que impone metas de autogestión, convirtiéndose en la primera entidad policial latinoamericana en hacerlo. El 20 de enero del año siguiente se instituyó el Plan Estratégico de Desarrollo Institucional 2004-2010, Plan Minerva mediante la Orden General N.º 2088.
El Ministerio de Educación, a través del Decreto Exento N.º 228 del 1 de marzo de 2006, incorporó la celebración del 19 de junio como el Día de la Policía de Investigaciones de Chile. El 22 de septiembre de ese año, Herrera Verdugo fue elegido vicepresidente de Interpol para las Américas y el 6 de diciembre ingresaron a la Escuela de Investigaciones Policiales los primeros 250 profesionales, quienes serán los primeros en formar parte del escalafón de oficiales policiales profesionales.
El 12 de febrero de 2008 el director general Herrera se convierte en presidente interino de Interpol.
El 19 de junio de 2008 se presenta la nueva sigla corporativa "PDI", en reemplazo de la tradicional "PICH".
Marcos Vásquez Meza asumió como director general el 26 de junio de 2009.
Ese mismo año, en Valparaíso, la PDI comienza a orientar sus esfuerzos investigativos y de control sobre los mercados secundarios en los que se comercializan bienes robados. Posteriormente, en 2011, se replicó esta experiencia en las regiones de Antofagasta y el Maule; un año más tarde, en febrero de 2012 –y luego de la generación de un modelo a partir del trabajo desplegado en la Región de Valparaíso - se crearon los Grupos Especializados en Bienes Robados (GEBRO) con alcance nacional y se formaron 27 equipos con el objetivo de desincentivar la compra y venta de artículos robados.

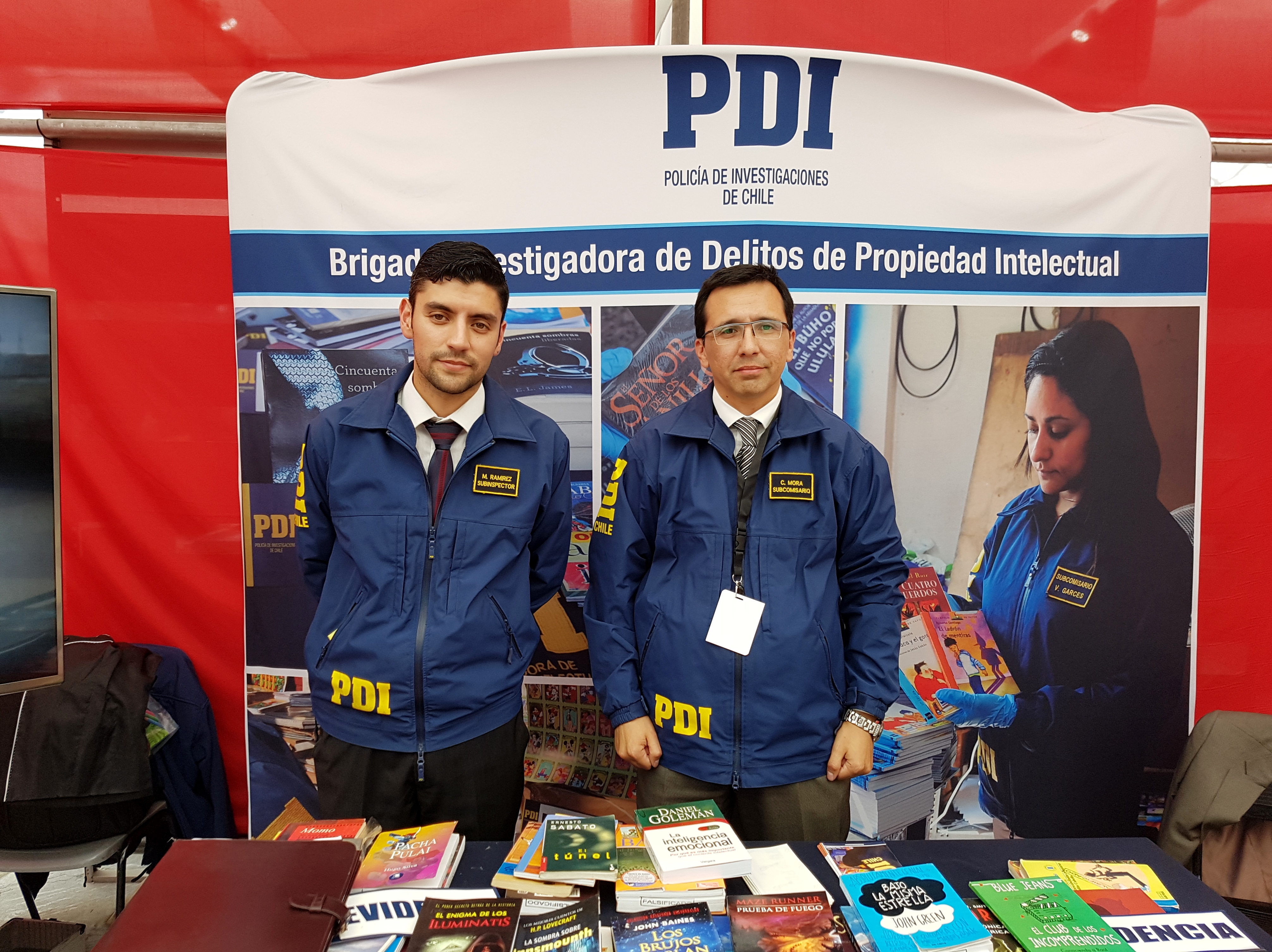
Stand de Brigada Investigadora de Delitos de Propiedad Intelectual de la PDI en la FILSA 2017

En 2013, se desarrolló un modelo investigativo para la intervención del fenómeno del microtráfico en dos mil puntos identificados en las comunas de Chile. Para el trabajo operativo se ha aprobado  la iniciativa Microtráfico Cero: Plan Comunal Antidrogas a través de equipos  denominados "grupos MT-0" cada uno conformado por mínimo 4 oficiales expertos en el tema; instalados en las Brigadas de Investigación Criminal o en las Antinarcóticos, tienen dedicación exclusiva para actuar en las zonas con más problemas a nivel nacional.
Como director general asumió el 19 de junio de 2015 Héctor Espinosa Valenzuela.

## Estructura fundamental
De acuerdo al Artículo 2 del Decreto Ley 2.460, la Policía de Investigaciones de Chile estará organizada sobre la base de los siguientes divisiones:
- Dirección General
- Subdirección de Investigación Policial y Criminalística
- Subdirección de Inteligencia, Crimen Organizado y Seguridad Migratoria
- Subdirección de Desarrollo de Personas
- Subdirección de Administración, Logística e Innovación
- Inspectoría General
- Jefaturas Nacionales y Regiones Policiales
- Prefecturas
- Brigadas de Investigación Criminal y Brigadas Especializadas
- Centros
- Reparticiones Menores

## Centros de Formación Académica y Profesional
El inciso 2.º del artículo 2 de la Ley 2.460 dispone que "para la formación y perfeccionamiento profesional de su personal, la Institución contará con una Escuela de Investigaciones, un Centro de Capacitación Profesional y un Instituto Superior (actualmente la Academia Superior de Estudios Policiales), planteles que otorgarán los títulos correspondientes de acuerdo con sus reglamentos"

### Escuela de Investigaciones Policiales (ESCIPOL)
La Escuela de Investigaciones Policiales (Escuela PDI) es la alma mater de nivel superior, encargada de la formación y perfeccionamiento de los futuros graduados, quienes al finalizar la carrera obtienen el Título Profesional de Investigador Policial sus egresados pasan a formar parte del Escalafón de Oficiales Policiales Profesionales de Línea y son investidos con el primer grado de la carrera Detective equivalente al grado de Subteniente de las Instituciones Policiales a nivel nacional e internacional.
La Escuela PDI dispone de un cuerpo docente compuesto por profesores de Derecho, Criminalística, Metodología de la Investigación, Inglés, Defensa Personal, todo esto sumado a Oficiales Activos y Oficiales en Retiro que dan cátedra en asignaturas como Seguridad o Manejo de Armas. Además los Aspirantes a Oficial Policial cuentan con el apoyo de Oficiales Instructores quienes los acompañaran durante su preparación, preocuparse de orientarlos en temas que tengan que ver con la labor policial que ejercerán en el futuro. La misión de la Escuela PDI es formar tanto en conocimientos como en valores a los futuros Detectives.

### Academia Superior de Estudios Policiales (ASEPOL)
La Academia Superior de Estudios Policiales, es el plantel de educación destinado a la formación y perfeccionamiento de los altos oficiales de la Policía de Investigaciones de Chile. Desde la creación de esta última mediante la Ley n.º 5.180 del 19 de junio de 1933, ha sido preocupación constante y permanente de la superioridad, la capacitación y perfeccionamiento profesional de los funcionarios en las diferentes etapas de su carrera institucional. Siendo director general Ernesto Baeza Michaelsen, se dicta la Orden N.º 46 del 5 de mayo de 1977, documento que en sus vistos señala que en el proyecto de Ley Orgánica de Investigaciones de Chile, se contempla la creación del "Instituto Superior", en el que se realizarán los cursos de perfeccionamiento de los oficiales y formación de los jefes de la Institución.

### Centro de Capacitación Profesional (CECAPRO)
El CECAPRO (ex Escuela de Conductores Policiales "ESCONPOL") es un plantel de educación policial de nivel técnico, destinado a la formación, capacitación y perfeccionamiento básicamente del personal que integra plantas de apoyo general y de apoyo científico técnico, como también a la especialización de los oficiales policiales.
Los cursos que imparte el plantel, de acuerdo a los niveles, se clasifican en:
- Cursos de formación.
- Cursos de perfeccionamiento.
- Cursos de especialización.

### Escuela de Inteligencia de la Policía de Investigaciones de Chile (ESIN)
La ESIN es un órgano de educación en materias de competencia de la Jefatura Nacional de Inteligencia Policial, que desarrolla actividades de capacitación, entrenamiento, especialización, perfeccionamiento, investigación, docencia y extensión de la Policía de Investigaciones de Chile y otras instituciones o servicios de la administración pública, nacional o extranjera en aquellos casos calificados por la autoridad institucional.

## Unidades Especializadas

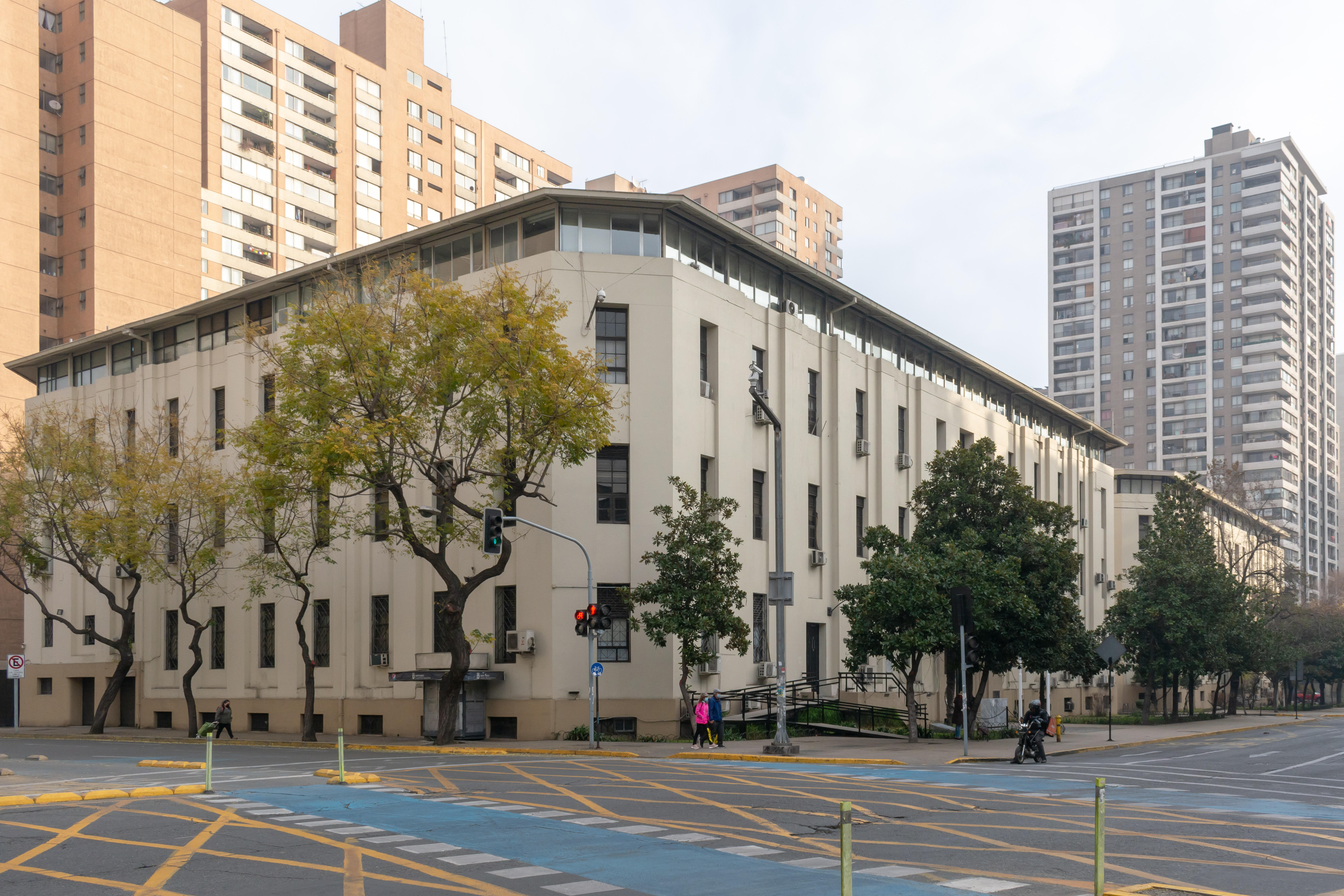
Cuartel General de la PDI, en Santiago.

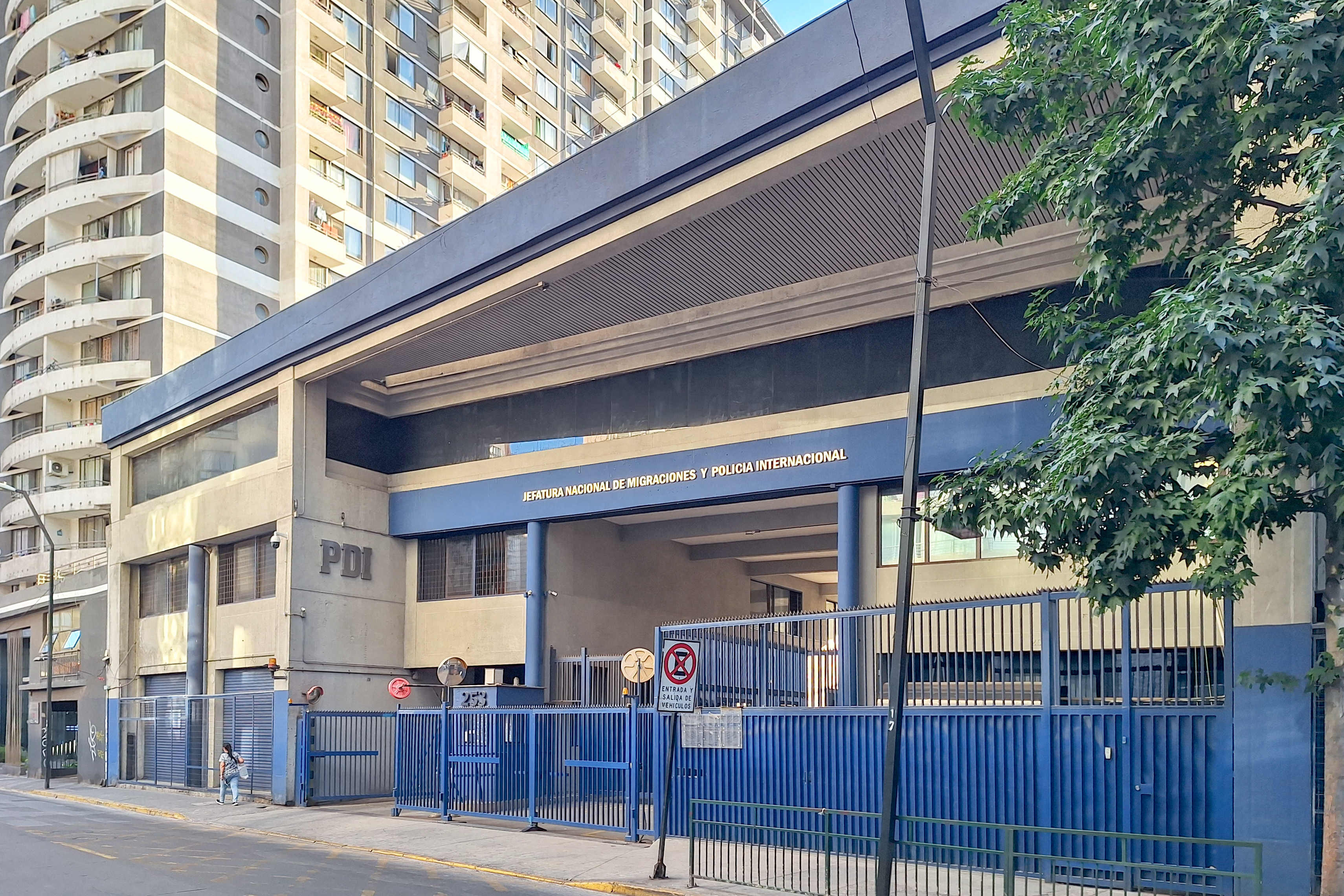
Jefatura Nacional de Migraciones y Policía Internacional, en Santiago de Chile.

La Policía de Investigaciones divide sus áreas de investigación según el delito investigado, contando con ello diversas unidades especializadas de investigación policial, las cuales cuentan con Detectives especialistas, expertos y peritos en las respectivas áreas.

### Jefatura Nacional de delitos contra las Personas (JENADEP)
- Brigada de Homicidios (BH)
- Brigada de Ubicación de Personas (BRIUP)
- Brigada Investigadora de Delitos contra los Derechos Humanos (BRIDEHU)
- Brigada Investigadora de Delitos Sexuales (BRISEX)
- Departamento de Medicina Criminalística (DEMECRI)
- Instituto de Criminología (INSCRIM)
  - Centro de Atención a Víctimas de Atentados Sexuales (CAVAS)
- Departamento de Apoyo y Acción Comunitaria (DACOM)
- Centro de Entrevista Investigativa Videograbada (CEIV)

### Jefatura Nacional de Migraciones y Policía Internacional (JENAMIG)
- Departamento de Migraciones y Policía Internacional (DEMIG)
- Departamento de Migraciones y Policía Internacional Aeropuerto (DEMIG AEROPUERTO)
- Departamento de Inspección Secundaria Aeropuerto (DEINSA)

### Jefatura Nacional contra Robos y Focos Criminales (JENACROF)
- Brigada Investigadora de Robos (BIRO)
- Sección Inspección de Actas de Procedencia (SINAPRO)

### Jefatura Nacional de Inteligencia Policial (JENAIPOL)
- Brigada de Inteligencia Policial (BIP)
- Brigada de Investigaciones Policiales Especiales Antisecuestos (BIPE)

### Jefatura Nacional de Delitos Económicos (JENADECO)
- Brigada Investigadora de Delitos Económicos (BRIDEC)
- Brigada Investigadora de Delitos de Propiedad Intelectual (BRIDEPI)

### Jefatura Nacional de Delitos contra el Medio Ambiente y Patrimonio Cultural (JENADEMA)
- Brigada Investigadora de Delitos contra la Salud Pública y Medio Ambiente (BRIDESMA)
- Centro de Investigación de delitos contra el Medio Ambiente y Patrimonio Cultural

### Jefatura Nacional de Cibercrimen (JENACIBER)
- Brigada Investigadora del Cibercrimen (CIBER)
- Departamento Forense Digital (DDIGITAL)

### Jefatura Nacional contra el Crimen Organizado (JENACO)
- Brigada Antinarcóticos (BRIANT) en Santiago y Brigadas Antinarcóticos y contra el Crimen Organizado (BRIANCO) en Regiones
- Brigada Investigadora del Crimen Organizado (BRICO)
- Brigada Investigadora de Lavado de Activos (BRILAC)
- Brigada Investigadora Anticorrupción (BRIAC)
- Brigada Investigadora de Delitos en Recintos Portuarios (BRIDERPO)
- Brigada Investigadora de Trata de Personas (BRITRAP)
- Brigada de Adiestramiento Canino (BRIACAN)
- Brigada de Investigación de Sustancias Químicas Controladas (BRISUQ)
- Departamento de Investigación Policial del Tráfico de Drogas en Pequeñas Cantidades (DEINPOL MT0)

### Jefatura Nacional de Operaciones Especiales (JENAOES)
- Brigada Aeropolicial (BAPOL)
- Brigada Especializada en Investigación y Desactivación de Artefactos Explosivos y contra Amenazas NRBQ (TEDAX-NRBQ)
- Departamento de Protección de Personas Importantes (DPPI)
- Brigada de Reacción Táctica (BRT) y Equipos de Reacción Táctica (ERTA)
  - Departamento de Operaciones Subacuáticas (DEOSUB)

### Jefatura Nacional de Criminalística (JENACRIM)
- Laboratorio de Criminalística (LACRIM)
- Departamento de Asesoría Técnica (ASETEC)

### Jefatura Nacional de Análisis Criminal (JENANCRI)
- Centro Nacional de Análisis Criminal (CENACRIM)
- Oficinas de Análisis Criminal (OFAN)

### Unidades Territoriales
- Brigadas de Investigación Criminal (BICRIM)
  - Equipos Modelo Territorial Cero (MT0)
- Central de Informaciones Policiales (CIPOL)

### Otras Unidades
- Oficina Central Nacional Interpol (OCN INTERPOL)
- Centro Nacional de Ciberseguridad (CENACIB)
- Brigada Congreso Nacional (BRICONA)
- Brigada Presidencial La Moneda (BRIPEMO)

## Escalafones

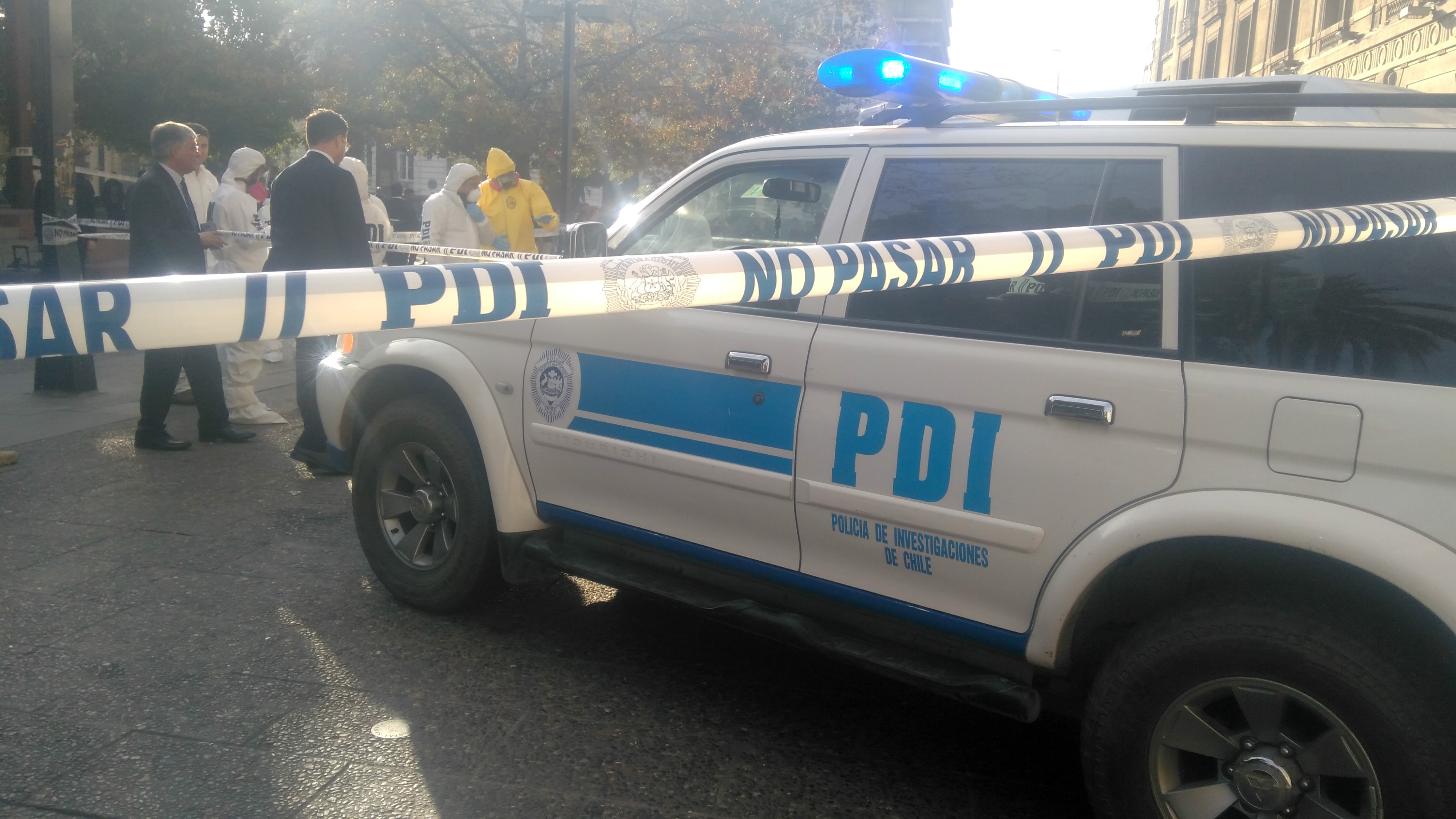
Detectives efectúan una demostración de su trabajo policial en la Plaza de Armas de Santiago (2017).

El personal de esta policía civil se divide en cuatro escalafones o plantas: de Oficiales, de Apoyo Científico-Técnico, de Apoyo General, y de Docentes

### I. Planta de Oficiales
- Oficiales Policiales
  - Oficiales Policiales Profesionales de Línea (OPPL)
  - Oficiales Policiales Profesionales (OPP)
- Oficiales de los Servicios
  - Justicia
  - Sanidad
  - Finanzas
  - Administración(en extinción)
- Oficiales de Complemento
- Aspirantes

### II. Planta de Apoyo Científico-Técnico
- Profesionales Peritos
- Profesionales
- Técnicos

### III. Planta de Apoyo General
- Agentes Policiales
- Asistentes Técnicos
- Asistentes Administrativos
- Auxiliares

### IV. Planta de Docentes
- Profesores institucionales
- Profesores extra institucionales

## Cargos y grados jerárquicos

### Oficiales Policiales
- Director general (DIRGRAL) - Grado 1
- Prefecto general (PFG) - Grado 2
- Prefecto inspector (PFI) - Grado 3
- Prefecto (PFT) - Grado 5
- Subprefecto (SPF) - Grado 7
- Comisario (COM) - Grado 8
- Subcomisario (SBC) - Grado 9
- Inspector (ISP) - Grado 11
- Subinspector (SBI) - Grado 12
- Detective (DTV) - Grado 13
- Aspirantes (ASP) - Grado 17

### Agentes Policiales
- Agente Policial Superior (APS) - Grado 11 (So.M)
- Agente Policial Superior (APS) - Grado 12 (So.)
- Agente Policial (AP) - Grado 13 (S.1°)
- Agente Policial (AP) - Grado 14 (S.2°)
- Agente Policial (AP) - Grado 15 (C.1°)
- Agente Policial (AP) - Grado 16 (C.2°)
- Agente Policial (AP) - Grado 17
- Alumnos - Grado 20

Cabe señalar que los Agentes Policiales pertenecen a la Planta de Apoyo General y se asimilan a los Suboficiales de Fuerzas Armadas y Carabineros de Chile.

### Redes sociales
- Policía de Investigaciones de Chile en X (antes Twitter)
- Policía de Investigaciones de Chile en Instagram
- Policía de Investigaciones de Chile en Facebook

- Datos: Q3176036
- Multimedia: Policía de Investigaciones de Chile / Q3176036